# حسین روازاده
حسین روازاده (زاده ۲۶ مرداد ۱۳۳۵ در تهران)، برابر اطلاعات تارنمای سازمان نظام پزشکی، یک پزشک عمومی است او می‌گوید که دانش‌آموخته از دانشگاه تهران است و بیماران خود را با استفاده از طب سنتی و طب اسلامی درمان می‌کند. حسین روازاده مدعی است احیاگر حجامت در ایران است و هر پزشکی که در ایران حجامت انجام می‌دهد مستقیم یا با واسطه شاگرد وی بوده‌است. او که مطالعاتی در زمینه طب سنتی و گیاهان دارویی دارد بازگشت به تغذیه سنتی و اسلامی را راه رسیدن به سلامت می‌داند و وضعیت نامناسب تغذیه در ایران را به عوامل خارجی نسبت می‌دهد. وی که مدتی عقاید خود را در برنامه‌های صدا و سیما ابراز می‌کرد اکنون در تارنمای خود دیدگاه‌هایش را بیان می‌کند. این دیدگاه‌ها مورد چالش و نقد نشریات علمی طب جدید قرار گرفته‌اند. روازاده که استفاده از خمیردندان پیش از خواب را باعث پوسیدگی دندان می‌داند از دکتر علی مرسلی به‌دلیل نشر مطالبی در مخالفت با این اظهارات، به‌جرم نشر اکاذیب به دادگاه شکایت کرده‌است. روازاده در شهریور ۱۴۰۲ به حکم دادگاه تجدید نظر استان تهران، به محرومیت دائم از حرفه پزشکی در سراسر کشور محکوم شد.

## مدرک پزشکی
حسین روازاده عضو سازمان نظام پزشکی بود. اما دربارهٔ سابقه علمی وی تردیدهایی مطرح بوده‌است. سلامت‌نیوز در اینباره نوشته: «حسین روازاده مدعی است از دانشگاهی در ایتالیا مدرک پزشکی را گرفته اما پس از مراجعه به ایران به دلیل اینکه آن دانشگاه مراتب علمی لازم را نداشته مدرک پزشکی وی توسط وزارت بهداشت مورد قبول واقع نشد. اما در نهایت مشخص نیست که چه اتفاقی افتاد که وزارت بهداشت مدرک وی را تأیید کرد و وی توانست حتی کد نظام پزشکی دریافت کند».

## مخالفان
دکتر علی مرسلی؛ روازاده و دیگر مروجان دیدگاه‌های مشابه را به کلاهبرداری و تقلب علمی متهم کرده‌است. همچنین پیمان عشقی، استاد تمام دانشگاه علوم پزشکی شهید بهشتی، در مطلبی در هفته‌نامهٔ پزشکی سپید به انتقاد از دیدگاه‌های روازاده علیه دانش پزشکی پرداخت.
روازاده بابت دیدگاه‌هایی که راجع به طب اسلامی دارد از سوی روحانیون نیز مورد انتقاد قرار گرفته‌است؛ از جمله محمدتقی ابطحی در نقد دیدگاه‌های روازاده این مسئله را که تنها یک مکتب به نام طب اسلامی و تنها یک نظریه طبی جدید وجود دارد و روازاده به مقایسهٔ «طب جدید» با «طب اسلامی» می‌پردازد زیر سؤال برده و در مورد اثبات‌پذیری ادعاهای روازاده با شواهد تجربی تردید کرده‌است.

## محصولات آلوده با استفاده از نام روازاده
معاون غذا و داروی دانشگاه علوم‌پزشکی کرمانشاه اعلام کرد نمکی که با نام روازاده عرضه می‌شود آلوده‌است و دارای فلزات زیان‌بار است.

## کرونا
حسین روازاده در آغاز همه‌گیری کرونا در ایران و موج هولناک مرگ‌ومیر اولیه در قم، به این شهر رفت و مدعی شد حرف‌هایی که دربارهٔ کرونا مطرح می‌شود اهداف ضداسلامی دارند. او گفت: «هم توی مسجد، هم توی جلسات خصوصی با همه روبورسی می‌کنیم، دیدار می‌کنیم، مرقد هم خدمت خانم (حرم فاطمه معصومه) خواهم رفت، همه جا می‌پیچیم، همه کاری هم می‌کنیم، به همه هم نشان خواهیم داد که اینها داستان است. اینها می‌خواهند دین ما را از ما بگیرند، می‌خواهند صدمه به ما بزنند».
هنگامیکه سازمان پزشکان بدون مرز کمک‌هایی به ایران ارسال کرد و قصد بر پا کردن یک درمانگاه کرونا را داشت، حسین روازاده همراه با رسانه‌های حکومتی علیه آنها موضع گرفت و گفت: «برخی چه زود پشت پرده کثیف آلوده کردن مردم ایران به ایدز را توسط فرانسه از یاد برده‌اند! حال به کمک‌های تجهیزات پزشکی و بهداشتی فرانسه از قبیل ماسک و… دل خوش کرده‌اند!».
حسین روازاده پیرو حرف‌های خامنه‌ای دربارهٔ کرونا گفت: «کرونا سلاح بیولوژیک در ادامه فشار حداکثری علیه ایران است… طبق نظر کارشناسان کرونا هم مانند ایدز و سارس سلاح بیولوژیک ساخته دست انسان است».
پس از آنکه مرگ هزاران نفر، انکار کرونا را ناممکن کرد روازاده دربارهٔ واکسن‌های غیر ایرانی گفت: «اینها با نامردی می‌زنند. آهن‌ربا می‌چسبد. قطعاً بدانید هر کسی که واکسن زده باشد مثل برگ درخت در خیابان می‌افتند و می‌میرند و هیچ‌کس هم نمی‌تواند اینها را نجات دهد».
در سال ۱۴۰۰ رئیس وقت نظام پزشکی تهران از حسین روازاده خواست تا به عنوان یکی از اعضای نظام پزشکی برای ادعاهای خود دربارهٔ مرگ‌ومیر ناشی از تزریق واکسن کرونا و ادعای درمان کووید با بخور جوش شیرین مستنداتی ارائه دهد. او در پاسخ، نظام پزشکی را به فساد متهم کرد و گفت: «نظریه ما دربارهٔ ساختارها و بدنه معیوب سازمان‌ها و وزارتخانه‌ها کاملاً درست از آب درآمده است. هرچند رؤسا تغییر می‌کنند ولی درب بر همان پاشنه می‌چرخد. نامه‌ها و احکام سازمان نظام پزشکی کار بدنه فاسد است».
روازاده اما واکسن برکت را ستایش کرد.

## نظریات
- راه درمان کرونا بخور جوش شیرین روغن قطره حنظل و خوردن اسپند است.[۱۹]
- اسپند بینهایت بلا را از بین می‌برد؛ سمی است اما به عنوان دوا و تحت نظر حکیم مجاز است.[۲۰]
- نمک بدون ید و افزودنی فشار خون را پایین می‌آورد.
- زنان قدیم همه قدبلند بالای ۱۸۰بودند اما الان دولت مجبور است کیوسک تلفن را کوتاه بسازد.
- گوجه فرنگی صدسال پیش هرکس می‌خورد درجا می‌مرد. الان سمیت آن را کم کردند تا کودکان ما به تدریج بمی‌رند.
- زیاد خوردن آب باعث پیری زودرس و چین و چروک‌دار شدن صورت می‌شود. آب مورد نیاز بدن باید از روش‌های دیگر مثل خوردن میوه یا غذاهای پخته آبدار تأمین شود. در بدن انسان که پنج لیتر خون وجود دارد روزانه چندین بار به وسیله کلیه تصفیه می‌شود، که تقریباً کلیه روزانه صد و هشتاد لیتر خون را تصفیه می‌کند. با خوردن آب اضافی کار کلیه زیاد شده و باعث پیری می‌شود.
- درخت کاج را آمریکایی‌ها به ایران آورده‌اند و هرجا دیدید آن را از ریشه درآورید زیرا کاج نه سایه دارد نه میوه و هر جا کاج باشد گیاه دیگری رشد نمی‌کند و آب را به عمق زمین می‌دهد که این برای کشور ایران بسیار مضر است.
- بچه‌هایی که آدامس می‌خورند به دلیل الکل موجود در اسانس آن عینکی می‌شوند و به علت اینکه به الکل عادت می‌کنند در آینده مشروبات الکلی را به راحتی می‌پذیرند[۴][۲۱][۲۲] او پیشنهاد داده‌است همانند کشورهای مسلمان مالزی و سنگاپور … برای اینکه ما در آینده شاهد بیماری‌های صعب العلاج بیشتری در زمینه اعصاب و چشم و بینایی نباشیم از واردات و تولید آدامس جلوگیری شود.[۶]

بهروز راوی در این جمله ۳ دروغ برمی‌شمارد: «مالزی هیچگونه محدودیتی دربارهٔ واردات و تولید آدامس ندارد. سنگاپور بر خلاف مالزی کشور مسلمان نیست و تنها ۱۵٪ ساکنین این کشور مسلمان هستد. محدودیت واردات و تولید آدامس در سنگاپور از سال ۱۹۹۲ به خاطر حفظ تمیزی اماکن عمومی است و نه وجود رابطه آدامس و بیماری‌های صعب العلاج.»
- تأثیر مثبت داروی موبر (واجبی) بر سرطان خون و رماتیسم. او سیاست جاری وزارت بهداشت مبنی بر فروش واجبی بدون ارسنیک را مورد نقد قرار داد. او بر این باور است که کشورهای خارجی با استفاده از ارسنیک موجود در واجبی داروی ضد سرطان می‌سازند.[۲۳]
- انگلیسی‌ها قصد دارند که با واکسن مرغ، طول آلت تناسلی جوانان ایرانی را کوتاه و به دو سانتیمتر برسانند. هم‌اکنون نیز طول آلت تناسلی پسران ایرانی بسیار کوتاه شده که این عامل عدم ارتباط جنسی و ازدواج آنان است. روازاده ادعا می‌کند جوانان به خاطر خجالت این ماجرا را پنهان نگه داشته‌اند.[۲۴]
- ادعای تهیهٔ مارگارین (کره گیاهی) از فاضلاب
- ادعای مضر بودن چای به دلیل عدم هجوم الاغ‌ها به مزارع آن
- نقل احادیث دربارهٔ خواص نمک دریایی
- ادعای درمان زردی نوزادی با حجامت پشت گوش
- ادعای سرطان‌زا بودن نمک یُددار و فلوراید موجود در خمیردندان[۱۵]
- ادعای انگلیسی بودن قند و شکر
- آیا حیوانات که مسواک نمی‌زنند اینقدر خرابی دندان دارند؟[۱۵]
- ادعای صهیونیستی بودن طب مدرن
- ادعای توطئهٔ صهیونیستی برای از بین بردن مسلمانان با استفاده از مسموم کردن غذاها و میوه‌ها
- ادعای وجود آدمیان ۳۲۰ ساله در زمان صفویه
- ادعای تأمین نیاز مس بدن از طریق پخت‌وپز در ظروف مسی
- ادعای عدم وجود کم‌خونی در گذشته به دلیل استفاده از نعل آهن
- ادّعای تأکید خدا بر استفاده از گندم سبوس دار در سورهٔ جمعه
- ادّعای ماده شدن گنجشک‌های نر
- انقراض سوئدی‌ها با واکسن[۱۵]
- ادّعای دستکاری ژنتیکی گوجه‌فرنگی
- ضرر مصرف آب لوله‌کشی چون دارای وایتکس است.[۲۵]
- ادعای این که بز با ژن عنکبوتی وارد کشور کرده‌اند تا با مصرف شیر بز عنکبوتی تراریخته؛ ژن عنکبوت وارد خون مصرف‌کنندهٔ شیر شود. سپس این ژن به نسل بعد انتقال می‌یابد و فرد به پرمویی مزمن بزگونه و افکار عنکبوتی دچار می‌شود.[۲۶]
- استفاده از خمیردندان قبل از خواب باعث پوسیده شدن دندان می‌شود. چون چربی و بزاق دهان یک لایه روی دندان ایجاد می‌کنند که از مینای دندان در برابر بخارات معده که در زمان خواب از معده به سمت دهان می‌آید محافظت می‌کند (که این بخارات سبب پوسیدگی مینای دندان است). ضمن آنکه به دلیل مزه شیرین خمیردندان‌ها این مزه بیشترین اثر پوسیدگی و خرابی دندان را دارد.[۲۷]
- جنگ روانی دشمن علیه نوزادان با شعر اتل متل توتوله. از نظر او «گاو حسن چه جوره» اشاره‌ای به امام حسن است که «گاوش نه شیر داره، نه پستون». همچنین «شیر و پستان نداشتن گاو» شکلی از هدف گرفتن نوزاد است. به هندوستان رفتن و زنی از کردستان گرفتن، در عین نگهداری از گاوی که شیر نمی‌دهد، نمایشی منفی از این است که «مغز حسن چگونه کار می‌کند». او بقیه شعر را هم با آذربایجان شرقی و ترکمن صحرا مرتبط می‌داند.[۱۵]

## ارتباط احتمالی با مرگ افراد

### هاشمی شاهرودی
پیشتر در دی ۱۳۹۸ سید علاء هاشمی شاهرودی پسر ارشد سید محمود هاشمی شاهرودی، رئیس پیشین مجمع تشخیص مصلحت نظام و قوه قضائیه جمهوری اسلامی ایران دربارهٔ بیماری پدرش جزئیاتی را مطرح کرده بود که در سال ۱۴۰۲ برای نخستین بار رسانه‌ای شد. به گزارش همشهری‌آنلاین به نقل از حوزه نیوز، سید علا هاشمی‌شاهرودی گفته پدرش در روند درمان بیماری‌اش به طب اسلامی و دکترای اسلامی اعتماد کرد و این امر منجر به ایجاد فاصله بین درمان و از کنترل خارج شدن بیماری وی شد. وی در گفتگو بیان می‌کند یکی از دکترهای طب اسلامی به پدر او گفته به حرف پزشکان جدید توجه نکند. او در این گفت‌وگویی مدعی می‌شود سال ۹۶ پس از یک عمل جراحی، سید علی خامنه‌ای به خانه شاهرودی رفته تا از او عیادت کند و در این دیدار رهبر جمهوری اسلامی به شاهرودی توصیه می‌کند که به حرف پزشکانش گوش کند. وی ادامه می‌دهد: کارشناس «طب اسلامی» بر مخالف توصیه رهبری رای پدرش را زد و او را مردد کرد… همچنین او ادعا می‌کند این کارشناس طب اسلامی به پدر وی ماده‌ای را تزریق نموده که منجر به مرگش شده‌است. انتشار این گفتگو در رسانه‌ها همزمان با صدور حکم ممنوعیت فعالیت روازاده در زمینهٔ پزشکی باعث تقویت گمانه‌زنی دنبال گنندگان این رسانه‌های درمورد دلیل صدور این ممنوعیت شد. هرچند سید علا هاشمی شاهرودی در گفتگوی خود نامی از روازاده نبرده و تنها به کارشناس طب اسلامی بسنده می‌کند.

### حائری شیرازی
فرزند محی‌الدین حائری شیرازی گفته که درمان نادرست روازاده و تجویز تزریق مایعی که احتمالاً اسیدی بوده باعث مرگ پدر او شده‌است. او در کانال تلگرامی خود نوشته بود: «مرحوم پدر، علی‌رغم تأکید همه اطبا بر ضرورت عمل جراحی و برداشتن عضو سرطانی به طبابت طبیب عَلَفی که آیت الله هاشمی شاهرودی معرفی کرده بود گردن نهاد این شخص کسی نبود جز همان حکیم! روازاده معروف. که بعداً فرزند ارشد مرحوم آیت الله محمود شاهرودی ریاست مجمع تشخیص مصلحت با تاسف سبب مرگ زودهنگام پدر خویش را عمل به طبابت همین شخص دانست و تأخیر در عمل به دستور پزشکان جدید» «ایشان مایعی که احتمالاً اسیدی بود (تجویز کرد) چون اخوی گفت یک بار قطره‌ای از آن مایع بر روی شلوارش افتاد و به من نشان داد که سوراخ شده بود. به هر حال به تجویز ایشان این مایع را پدر با درصدی خاص با آب خالص مخلوط و با کمک بهیار با سوند به درون مثانه تزریق می‌نمود. در همان ایام دکتر کامران باقری لنکرانی به خود بنده گفتند این فرد شیاد است و در صدد شکایت از او هستیم اما پدر، چون به خواست خود به طبابت این فرد تن داده بود مانع شکایت شدند».

## محرومیت دائم از پزشکی
در سال ۱۴۰۰ رای قطعی یک سال محرومیت او از اشتغال به حرفه پزشکی و وابسته صادر شد. در ۴ شهریور ۱۴۰۲ نیز سرپرست مرکز نظارت و اعتباربخشی امور درمان، نامه‌ای به همه دانشگاه‌های علوم پزشکی سراسر کشور نوشت و اعلام کرد روازاده به صورت دائم از فعالیت در حرفه پزشکی محروم شده‌است.